# Хризоберил Хоуп
Хризоберил Хоуп - хризоберил з огранкою, яка надає йому схожості з діамантом, зберігається в Англії.

## Опис
Хризоберил Хоуп - жовтуватий хризоберил майже круглої форми, має огранку, яка надає йому схожості з діамантом, маса 45 карат; експонується у Галереї мінералів Британського музею природничої історії.

## Інтернет-ресурси
- Зображення і опис [Архівовано 20 січня 2012 у Wayback Machine.]